# Włodzimierz Sznarbachowski
Włodzimierz Sznarbachowski (ur. 2 grudnia 1913 w Sankt Petersburgu, zm. 24 stycznia 2003 w Locarno) – polski poeta, prozaik, publicysta. Przed wojną związany z nacjonalistycznym ruchem ONR-Falanga. 
Po wybuchu II wojny światowej przy pomocy Luciany Frassati-Gawrońskiej przedostał się do Włoch. Studiował na Uniwersytecie Rzymskim (m.in. literaturę i historię) oraz na Papieskim Uniwersytecie Świętego Tomasza z Akwinu „Angelicum” (filozofię). Działał w Rzymie w podziemnej Delegaturze Rządu RP na Uchodźstwie, jako szyfrant depesz.
Po wojnie współpracował m.in. z Gustawem Herlingiem-Grudzińskim. Obaj przetłumaczyli dla paryskiej „Kultury” pracę Benedetta Crocego Zmierzch cywilizacji (nr 1, 1947). Planowali opublikować Wybór pism Stanisława Brzozowskiego, ale książka się nie ukazała. Był redaktorem kwartalnika „Iridion”. Od 1946 był członkiem emigracyjnej PPS. W latach 1952–1989 pracował w Rozgłośni Polskiej Radia Wolna Europa w Monachium, gdzie używał pseudonimu „Jan Romanowski”. Prowadził audycję „List do komunisty”, współuczestniczył w programach: „Reflektorem po Kraju” i „Z polskiego punktu widzenia”; przygotowywał też „Przegląd prasy zachodniej”. Współpracował przy audycjach religijnych na falach RP RWE z ks. Tadeuszem Kirschke. Wniósł istotny merytoryczny wkład do audycji RWE obnażających działalność środowiska PAX Bolesława Piaseckiego w powojennej Polsce. Od 1961 r. pozostawał w RWE jako „wolny strzelec”. Specjalizował się szczególnie w zagadnieniach polityki europejskiej (popularyzując m.in. pojęcie „eurokomunizmu”), życia Kościoła katolickiego oraz historii i życia codziennego Włoch. Przeprowadził m.in. rozmowę z Ignazio Silone o włoskich komunistach i demokracjach ludowych, publikowaną w piśmie RWE „Na Antenie” (1964).
Ogłaszał poezję i prozę w czasopismach emigracyjnych: „Oficyna Poetów”, „Wiadomości”, „Tydzień Polski” (Londyn), „Archipelag” (Berlin), a w drugiej połowie lat 80. nawiązał kontakt z krakowskim „Tygodnikiem Powszechnym”.
Członek Stowarzyszenia Pracowników Rozgłośni Polskiej Radia Wolna Europa.
W 2000 został odznaczony Krzyżem Oficerskim Orderu Odrodzenia Polski. 
Pochowany w Pollone, we Włoszech.

## Książki
- 1984: Wieczorna Wenus – poezje (Polska Fundacja Kulturalna)
- 1986: Eurydyki – poezje (Archipelag)
- 1989: Charonowe sanie – poezje i mini-dramaty (Polska Fundacja Kulturalna)
- 1997: 300 lat wspomnień – wspomnienia (Aneks)